# Alexandre Barjansky
Alexandre Barjansky, parfois orthographié Barjanski, né le 16 décembre 1883 à Odessa et mort le 6 janvier 1961 à Bruxelles, est un violoncelliste russe.

## Biographie
Alexandre Barjansky quitte la Russie avant la Première Guerre mondiale pour vivre en Allemagne et en Italie. Il fait sa notoriété en interprétant des œuvres qui lui sont contemporaines comme Schelomo d'Ernest Bloch, créé sous la direction du compositeur à Rome le 22 janvier 1933. Il crée également le Concerto pour violoncelle de Frederick Delius le 31 janvier 1921 à Londres.
Sa femme publie un livre de souvenirs à son sujet sous le titre Portraits and Backgrounds à Londres en 1940.